# Seiwa-en

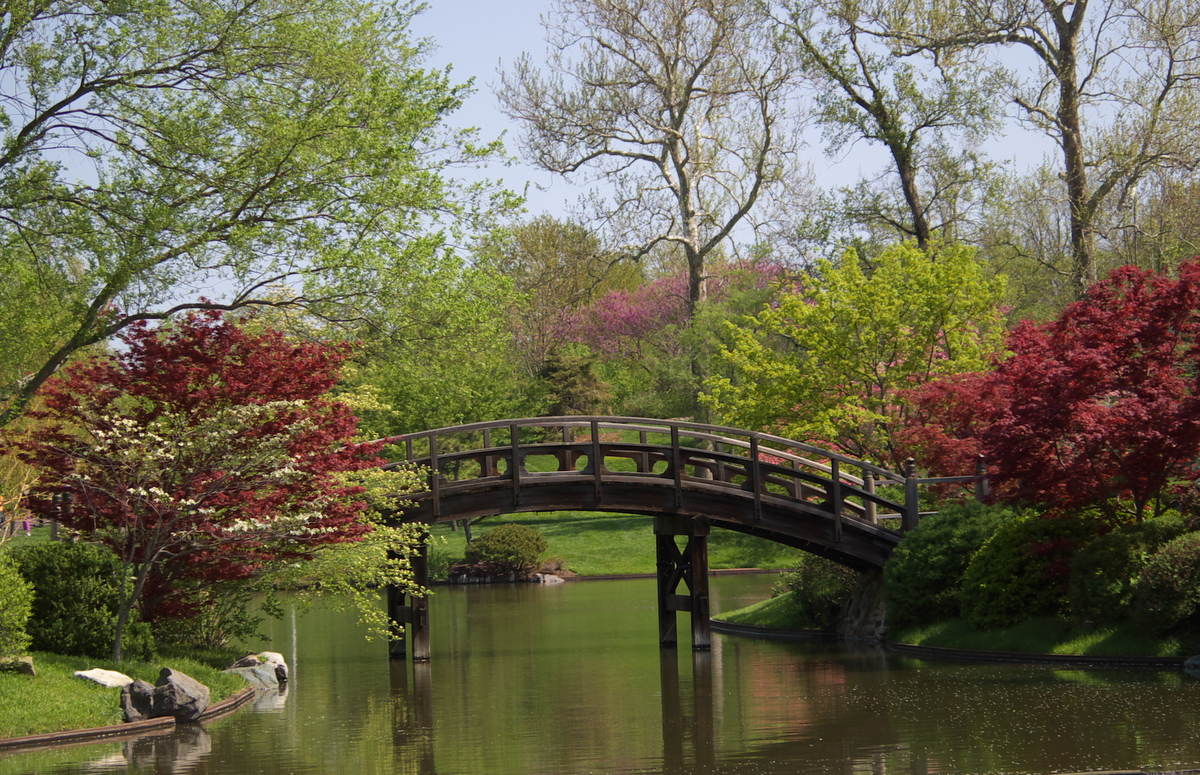
Botanická zahrada Missouri Botanical Garden

Seiwa-en je japonská zahrada, která se nachází ve Spojených státech v St. Louis, v Missouri Botanical Garden (Missourská botanická zahrada), v Missouri. Zahrada je upravena ve stylu takzvané procházkové zahrady, nazývané Kaijú-Šiki-Teien 池泉回遊式庭園, krajinářská zahrada. Tato malebně upravená zahrada se rozkládá na ploše 5 ha. Je největší zahradou v Severní Americe. Součástí úpravy je velké jezero, s tradičními japonskými budovami, mosty, ostrůvky, nádrže s kapry, části se štěrkem (zenová zahrada) a ostatními symbolickými prvky. Zahrada byla navržena v roce 1972 a dokončena v březnu 1977.
Kompozici Seiwa-en navrhl Dr. Koichi Kawano, profesor japonské architektury a krajinářství na univerzitě v Los Angeles. Koichi Kawano pochází z ostrova Hokkaidó v severním Japonsku, byl původně učitelem ikebany. Dr. Kawano byl v USA průkopníkem úprav ve stylu tradičních japonských zahrad, které používaly místní nebo původní rostliny v zahradní architektuře. Navrhl více než tucet zahrad ve stylu japonských zahrad v Americe, poté co se stal občanem USA, v roce 1971. Zahrada Seiwa-en je jeho největší dílo.
V zahradě je vysazen japonský javor který je dárkem od japonského císaře, jenž navštívil St. Louis. Poblíž vchodu do zahrady se rovněž nacházejí japonské třešně, které na jaře kvetou.